# جون ستراكان
جون ستراكان (بالإنجليزية: John Strachan)‏ هو مستكشف أسترالي، ولد في 1846، وتوفي في 30 أغسطس 1922 في سيدني في أستراليا.